# 巴拉諾韋 (奧恰基夫區)
46°51′59″N 31°36′31″E / 46.86639°N 31.60861°E
巴拉諾韋（烏克蘭語：Баланове），是烏克蘭南部的村莊，隸屬尼古拉耶夫州的尼古拉耶夫區。該村面積0.37平方公里，海拔高度25米，2001年人口83，人口密度每平方公里224.3人。